# 2022年のWシリーズ
2022年のWシリーズは、Wシリーズの第3回大会。F1のサポートレースとして開催された。

## エントリー
前年の上位8人のドライバーとイートン、シーズン前に行われたテストで18人のレースに出場するドライバーと1人のリザーブドライバーが選出された。
5月のカタロニア・サーキットと10月のシンガポール市街地コースでのレースでは、全車エンジンがトヨタ製の1750cc 直列4気筒シングルターボエンジンを搭載したタトゥース製の「F3 FT-60」のシャーシを使い、それ以外のレースでは、全車エンジンがアルファロメオ製の1750cc 直列4気筒シングルターボエンジンを搭載したタトゥース製の「F3 T-318」のシャーシを使う。タイヤはハンコックタイヤが供給するタイヤを使用する。
| エントラント名                                                    | No. | ドライバー                   | 出走記録 |
| ----------------------------------------------------------------- | --- | ---------------------------- | -------- |
| シリン・レーシング                                                | 4   | エメリー・デ・ヒューズ       | 全戦     |
| シリン・レーシング                                                | 95  | ベイスク・フィッセール       | 全戦     |
| CortDAO・Wシリーズ・チーム                                        | 5   | ファビエン・ウォールウェンド | 全戦     |
| CortDAO・Wシリーズ・チーム                                        | 19  | マルタ・ガルシア             | 全戦     |
| プーマ・Wシリーズ・チーム                                         | 7   | エマ・キミライネン           | 全戦     |
| プーマ・Wシリーズ・チーム                                         | 63  | テレサ・バビッチコヴァ       | 1-6      |
| プーマ・Wシリーズ・チーム                                         | 17  | エイラ・アグレン             | 7        |
| ジェンナー・レーシング                                            | 8   | クロエ・チェンバーズ         | 全戦     |
| ジェンナー・レーシング                                            | 55  | ジェイミー・チャドウィック   | 全戦     |
| Wシリーズ・アカデミー                                             | 9   | ビアンカ・ブスタマンテ       | 全戦     |
| Wシリーズ・アカデミー                                             | 10  | 野田樹潤                     | 全戦     |
| クリック2ドライブ・ブリストル・ストリート・モーターズ・レーシング | 21  | ジェシカ・ホーキンス         | 全戦     |
| クリック2ドライブ・ブリストル・ストリート・モーターズ・レーシング | 27  | アリス・パウエル             | 全戦     |
| クアントフリー・Wシリーズ・チーム                                 | 22  | ベレン・ガルシア             | 全戦     |
| クアントフリー・Wシリーズ・チーム                                 | 32  | ネレア・マルティ             | 全戦     |
| スクーデリア・W                                                   | 26  | サラ・ムーア                 | 全戦     |
| スクーデリア・W                                                   | 44  | アビー・イートン             | 全戦     |
| レーシング・X                                                     | 49  | アビ・プリング               | 全戦     |
| レーシング・X                                                     | 97  | ブルーナ・トマセッリ         | 全戦     |

| No. | ドライバー       |
| --- | ---------------- |
| 17  | エイラ・アグレン |

### シーズン中のドライバー変更
- バビッチコヴァがリージョナルF3のレースにて負傷し、出場できなくなった為、最終戦の代役にアグレンを起用。アグレンは昨年以来の参戦。

### テストで落選したドライバー
マディソン・オースト
 ジュリア・アユーブ
 リンジー・ブリューワー
 レナ・ビューラー
 マイテ・カセレス
 ヨルデン・ドリシュカ
 ハンナー・グリーンマイヤー
 ニコール・ハヴルダ
 ジェム・ペップワース
 コリンナー・カンパー
 ローラ・ロヴィンフォス
 ミーガン・ギルクス

## カレンダー
2022年カレンダーは7ラウンドで開催され、全戦F1のサポートレースとして行われた。
日本GPでもサポートレースとして開催予定だった。しかし「運営上の予期せぬ課題」により中止となり、代替地としてシンガポールのシンガポール市街地コースにて開催した。また、当初は10ラウンドで行われる予定だったが、財政難によりアメリカ合衆国のサーキット・オブ・ジ・アメリカズとメキシコのエルマノス・ロドリゲス・サーキットでの3レースは開催されず、残り3戦を残して打ち切りとなった。
| ラウンド | サーキット                                   | 都市               | 開催日  |
| -------- | -------------------------------------------- | ------------------ | ------- |
| 1        | マイアミ・インターナショナル・オートドローム | マイアミガーデンズ | 5月7日  |
| 2        | マイアミ・インターナショナル・オートドローム | マイアミガーデンズ | 5月8日  |
| 3        | カタロニア・サーキット                       | ムンマロー         | 5月21日 |
| 4        | シルバーストン・サーキット                   | シルバーストン     | 7月2日  |
| 5        | ポール・リカール・サーキット                 | ル・カステレ       | 7月23日 |
| 6        | ハンガロリンク                               | モジョロード       | 7月30日 |
| 7        | シンガポール市街地コース                     | シンガポール       | 10月2日 |

| サーキット                         | 都市           | 当初のレース開催日 |
| ---------------------------------- | -------------- | ------------------ |
| 鈴鹿サーキット                     | 鈴鹿           | 10月9日            |
| サーキット・オブ・ジ・アメリカズ   | オースティン   | 10月22日           |
| エルマノス・ロドリゲス・サーキット | メキシコシティ | 10月29日           |
| エルマノス・ロドリゲス・サーキット | メキシコシティ | 10月30日           |

## 結果

### レース
| ラウンド | サーキット                                   | ポールポジション           | ファステストラップ         | 優勝者                     | 優勝エントラント                                                  | 出典   |
| -------- | -------------------------------------------- | -------------------------- | -------------------------- | -------------------------- | ----------------------------------------------------------------- | ------ |
| 1        | マイアミ・インターナショナル・オートドローム | ネレア・マルティ           | エマ・キミライネン         | ジェイミー・チャドウィック | ジェンナー・レーシング                                            | [ 4 ]  |
| 2        | マイアミ・インターナショナル・オートドローム | ジェイミー・チャドウィック | アビ・プリング             | ジェイミー・チャドウィック | ジェンナー・レーシング                                            | [ 5 ]  |
| 3        | カタロニア・サーキット                       | ジェイミー・チャドウィック | ジェイミー・チャドウィック | ジェイミー・チャドウィック | ジェンナー・レーシング                                            | [ 6 ]  |
| 4        | シルバーストン・サーキット                   | ジェイミー・チャドウィック | アビ・プリング             | ジェイミー・チャドウィック | ジェンナー・レーシング                                            | [ 7 ]  |
| 5        | ポール・リカール・サーキット                 | ベイスク・フィッセール     | ジェイミー・チャドウィック | ジェイミー・チャドウィック | ジェンナー・レーシング                                            | [ 9 ]  |
| 6        | ハンガロリンク                               | アリス・パウエル           | ジェイミー・チャドウィック | アリス・パウエル           | クリック2ドライブ・ブリストル・ストリート・モーターズ・レーシング | [ 10 ] |
| 7        | シンガポール市街地コース                     | マルタ・ガルシア           | アリス・パウエル           | ベイスク・フィッセール     | シリン・レーシング                                                | [ 11 ] |

### ドライバーズ・チャンピオンシップ
- 上位10台には以下のポイントが与えられる。

| 順位     | 1位 | 2位 | 3位 | 4位 | 5位 | 6位 | 7位 | 8位 | 9位 | 10位 |
| ポイント | 25  | 18  | 15  | 12  | 10  | 8   | 6   | 4   | 2   | 1    |

| 色   | 結果                |
| ---- | ------------------- |
| 金色 | 勝者                |
| 銀色 | 2位                 |
| 銅色 | 3位                 |
| 緑   | ポイント獲得        |
| 青   | 完走                |
| 青   | 規定周回数不足 (NC) |
| 紫   | リタイア (Ret)      |
| 黒   | 失格 (DSQ)          |
| 白   | スタートせず (DNS)  |
| 白   | 欠場 (WD)           |
| 白   | レース中止 (C)      |
| 白   | 除外 (EX)           |

- 太字はポールポジション、斜字はファステストラップ。

| 順位 | ドライバー                   | MIA1 | MIA2 | CAT | SIL | LEC | HUN | SIN | ポイント |
| ---- | ---------------------------- | ---- | ---- | --- | --- | --- | --- | --- | -------- |
| 1    | ジェイミー・チャドウィック   | 1    | 1    | 1   | 1   | 1   | 2   | Ret | 143      |
| 2    | ベイスク・フィッセール       | 3    | 7    | 5   | 5   | 4   | 3   | 1   | 93       |
| 3    | アリス・パウエル             | Ret  | 2    | 3   | 14  | 5   | 1   | 2   | 86       |
| 4    | アビ・プリング               | 4    | 6    | 2   | 3   | 9   | 5   | 6   | 73       |
| 5    | ベレン・ガルシア             | 7    | 4    | 7   | 8   | 2   | 13  | 4   | 58       |
| 6    | マルタ・ガルシア             | 11   | 9    | 6   | 18  | 6   | 4   | 3   | 45       |
| 7    | ネレア・マルティ             | 6    | 3    | 8   | 9   | 3   | 12  | 12  | 44       |
| 8    | エマ・キミライネン           | 15   | 5    | 4   | 2   | 12  | Ret | 9   | 42       |
| 9    | ジェシカ・ホーキンス         | 2    | Ret  | 11  | 6   | 10  | 14  | 5   | 37       |
| 10   | ファビエン・ウォールウェンド | Ret  | 11   | 9   | 4   | 7   | 6   | 8   | 32       |
| 11   | サラ・ムーア                 | 8    | 8    | 10  | 10  | 8   | 7   | 7   | 26       |
| 12   | ブルーナ・トマセッリ         | 5    | 17   | 12  | 11  | 11  | 10  | 14  | 11       |
| 13   | アビー・イートン             | Ret  | 13   | 16  | 7   | Ret | 8   | 10  | 11       |
| 14   | 野田樹潤                     | 12   | 15   | 13  | 16  | 13  | 9   | Ret | 2        |
| 15   | ビアンカ・ブスタマンテ       | 9    | 14   | 15  | 17  | 15  | Ret | 15  | 2        |
| 16   | クロエ・チェンバーズ         | 14   | 10   | Ret | 13  | Ret | 11  | 11  | 1        |
| 17   | エメリー・デ・ヒューズ       | 10   | 12   | 14  | 15  | 16  | 16  | 13  | 1        |
| 18   | テレサ・バビッチコヴァ       | 13   | 16   | 17  | 12  | 14  | 15  |     | 0        |
| 19   | エイラ・アグレン             |      |      |     |     |     |     | 16  | 0        |
| 順位 | ドライバー                   | MIA1 | MIA2 | CAT | SIL | LEC | HUN | SIN | ポイント |

### 注
1. ↑  2019年よりフォーミュラ・ルノー・ユーロカップで使用されるのと同じシャシーである。
2. ↑  ウォールウェンドはリヒテンシュタイン人ドライバーだが、スイスのライセンスで参戦する。
3. ↑  野田は日本人ドライバーだが、デンマークのライセンスで参戦する。

1. ↑  チャドウィックは予選で最速タイムを記録したが、ピット出口の白線を越えたことで2グリッド降格のペナルティを受けたため、予選2番手のフィッセールが代わりにポールポジションに昇格した[8]。